# Shimai Sōshitsu

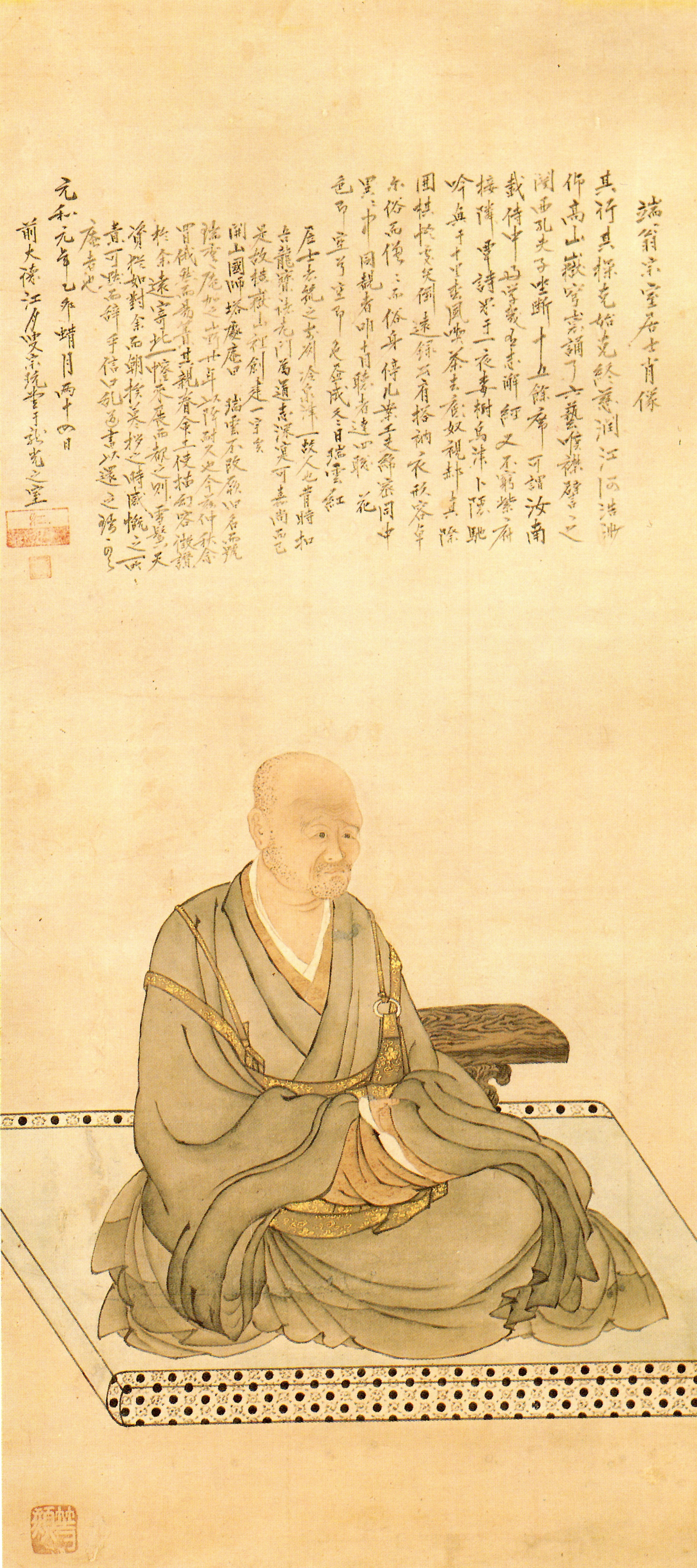
Shimai Sōshitsu

Shimai Sōshitsu (japanisch 島井 宗室; geboren 1539 in Hakata (Provinz Chikuzen); gestorben 16. Oktober 1615 daselbst) war ein japanischer Händler und Teemeister.

## Leben und Wirken
Shimai Sōshitsu war Sohn einer Familie, die in Hakata Sake braute und eine Pfandleihe betrieb. Er selbst betrieb Handel mit Tsushima und Korea. Bis zu den 1570er Jahren hatte er Verbindungen zu Händlern in Sakai, der anderen großen Handelsstadt, und zu mächtigen Daimyō, wie zu Ōtomo Sōrin (大友 宗麟; 1530–1589), dem er Geld lieh, aufgebaut. Durch Sōrin freundete er sich auch mit Tennojiya Dōshitsu (天王寺屋 道叱), Tsuda Sōkyu (津田 宗及; gestorben 1591), Sen no Rikyū und anderen Kaufleuten und Teemeistern in Sakai an.
Um 1583 nahm Toyotomi Hideyoshi von ihm Kenntnis. Nachdem Hideyoshi Kyūshū erobert hatte, betraute er Shimai, zusammen mit Kamiya Sōtan (1551–1635) mit dem Wiederaufbau von Hakata, das im Krieg sehr gelitten hatte.
Shimai beteiligte sich an den Verhandlungen, die Toyotomis Einmarsch Hideyoshis in Korea, der dann als Bunroku-Keichō-Krieg in die Geschichte eingegangen ist, vorausgingen, als Begleiter von Sō Yoshitomo (宗 義智; 1568–1615), dem Daimyō von Tsushima, und Konishi Yukinaga auf deren Reisen 1589 und 1592 nach Korea. Außerdem war er an der Beschaffung von Reis für die Truppe (兵糧米, Hyōrōmai) beteiligt.
Shimai unterstützte bei der Verwaltung von Hakata nacheinander Kobayakawa Takakage (小早川 隆景; 1533–1597), Kobayakawa Hideaki (1582–1602), Ishida Mitsunari und Kuroda Nagmasa (1568–1623). Er selbst weigerte sich, den als Verwalter notwendigen Samurai-Status zu erhalten.
1601 überwies Shimai einen großen Geldbetrag an Kuroda Nagamasa zum Bau von dessen Burg Fukuoka. 1605 übergab er seinem adoptierten Erben Nobuyoshi (信吉) seine 17 Gebote der Genügsamkeit und des energischen Managements. Diese Gebote sind ein wertvolles historisches Material, das die Denkweise wohlhabender Kaufleute in der frühen Neuzeit offenbart. Eins der Gebote lautet: „Werde niemals ein Samurai oder Christ“.
Bestattet ist Shimai am Sōfuku-ji in Fukuoka. Zusammen mit Kamiya Sōtan und Ōga Sōku (大賀 宗九; 1561–1630) ist er als einer der „Drei Großen von Hakata“ bekannt.